# Хвыля, Сергей Игоревич
Сергей Игоревич Хвыля (род. 16 февраля 1951) — российский учёный, технолог мясных, молочных и рыбных продуктов и холодильных производств, доктор технических наук, профессор.

## Биография
Окончил школу в Москве и в 1975 г. — 2-й Московский ордена Ленина государственный медицинский институт имени Н. И. Пирогова по специальности врач-биохимик.
Работает во ВНИИ мясной промышленности РСХА (ВНИИМП им. В. М. Горбатова): младший научный сотрудник НИИ Питания АМН, профессор, академик Академии продовольственной безопасности. С 1987 по 2014 руководитель лаборатории «Микроструктура и химия мяса». С 2014 по 2021 старший научный сотрудник лаборатории хранения и нормирования ВНИХИ — филиал ФНЦ пищевых систем им. В. М. Горбатова
Защитил диссертации:
- 1986 — кандидатская, «Субмикроскопические аспекты всасывания витаминов в тонкой кишке»;
- 2002 — докторская, «Развитие методологии контроля качества и идентификации состава мясного сырья, полуфабрикатов и готовой продукции».

По совместительству — профессор МГПУ, Кафедра методики преподавания биологии и общей биологии, читает курсы цитологии, гистологии, и анатомии.
Автор и соавтор многих новых методов контроля и анализа мясных продуктов и сырья для их изготовления. Вместе с сотрудниками подготовил восемь ГОСТов на методы выявления фальсификации
мясной продукции с помощью гистологических исследований.

## Публикации
- Микроструктурный анализ мяса и мясных продуктов: учебное пособие / С. И. Хвыля, Т. М. Гиро. — Саратов: ФГОУ ВПО «Саратовский ГАУ», 2008. — 132 с. ISBN 978-5- 7011-0565-0.
- Мясо птицы механической обвалки / В. А. Гоноцкий, Л. П. Федина, С. И. Хвыля и др.; под ред. А. Д. Давлеева. — М. : Альфа-Дизайн, 2004. — 200 с.
- Развитие методологии контроля качества и идентификации состава мясного сырья, полуфабрикатов и готовой продукции- Москва, 2002. — 372 с. : ил.
- Фальсификация состава сырья копченых колбас / С. И. Хвыля, В. А. Пчелкина, Е. А. Алексеева // Мясная индустрия. — 2013. — № 4. — С. 28-31.
- Применение гистологического анализа при исследовании мясного сырья и готовых продуктов / С. И. Хвыля, В. А. Пчелкина, С. С. Бурлакова // Техника и технология пищевых производств. — 2012. — № 3 (26). — С. 132—138.
- Стандартизованные гистологические методы оценки качества мяса и мясных продуктов / С. И. Хвыля, В. А. Пчелкина, С. С. Бурлакова // Все о мясе. — 2011. — № 6. — С.32-35.
- Определение дисперсности продуктов детского питания гистологическим методом / С. И. Хвыля, В. А. Пчелкина, С. С. Бурлакова // Мясная индустрия. — 2010. — № 11. — С.33-36.
- Практическое применение гистологических методов анализа/ С. И. Хвыля, В. В. Авилов, Т. Г. Кузнецова //Мясная промышленность. −1994. -№ 6.
- Определение качества и сроков хранения замороженного мясного сырья / С. И. Хвыля, С. С. Бурлакова // Мясные технологии. — 2009. — № 4.
- С. И. Хвыля «Мясная промышленность России: проблема фальсификации». «МБ», № 5, 2006 г.
- Оценка качества и биологической безопасности мяса и мясных продуктов микроструктурными методами. Учебное пособие. 13,95 п.л. Изд-во СГАУ, — Саратов, 2015, Хвыля С. И., Гиро Т. М.
- С. И. Хвыля Гистологический метод оценки влияния замораживания и хранения на микроструктуру мяса. //Холодильная техника. 2016, № 11, с. 2 — 5.
- С. И. Хвыля Гистологический контроль мяса при замораживании и хранении. //Мясной бизнес, (Украина), 2017, № 5, с.34-35.
- Freezing and freeze-drying of strawberries with an additional effect of micro-vibrations // J Food Sci Technol, 2020, № 10, р. 13197-13203. Semenov G.V., I.S. Krasnova, S.I. Khvylia, D.N. Balabolin. DOI 10.1007/s13197-020-04822-7.
- Хвыля С. И. Методологические основы идентификации состояния замороженного сырья и готовой продукции в мясной промышленности, 2020, изд-во Lambert Academic Publishing, 3 п.л., ISBN 978-620-2-92083-4